# Ole Ivars
Ole Ivars är ett dansband, bildat 1964 i Hamar i Norge. De slog igenom 1967 med sången "Regnets rytme". Espen Hagen Olsen och William Kristoffersen är sångare i Ole Ivars. William Kristoffersen är även gruppens låtskrivare, och texterna har ofta en något starkare samhällsbetoning än traditionell dansbandslyrik. Ole Ivars har mottagit sju  spellemannpriser, blivit "Årets spellemann" 1999 och utsetts till tidernas bästa norska dansband ("Tidenes norske danseband") av NRK 2004. Bandet har mottagit många kulturpriser, spelat kyrkokonserter och spelat i konserthus runtom i Norge.
2007 sålde bandet för första gången guld i Sverige, där man annars är mest kända för duetterna "Jag trodde änglarna fanns" och "I mitt hjärta brinner lågan" med Kikki Danielsson.
Bandets bidrag "Som i himmelen" deltog i Norsk Melodi Grand Prix 2008, och gick där till final. Väl där slogs melodin ut i första omröstningen.

## Medlemmar
Nuvarande medlemmar
- William Kristoffersen – basgitarr, sång, låtskrivare (1983– )
- Bjørn Elvestad – gitarr, dragspel, piano, pedal steel guitar (1996– )
- Ole Ødegård – piano (1964–1978, 1982– )
- Arne Willy Foss – flöjt, saxofon, klarinett (1965–1971, 1974–1981, 1982– )
- Morten Nyhus – trummor (2017–)
- Espen Hagen Olsen – sång, gitarr (2019–)

Tidigare medlemmar
- Ivar Grønsveen – sång, gitarr (1964–1973; död 17 oktober 1973)
- Knut Pedersen – basgitarr (1964–1969)
- Per Hexeberg – trummor (1964–1967)
- Arne Vidar Bråthen – gitarr (1964–1965)
- Henning Westeng – trummor (1967–1971,1972)
- Aasmund Snortheim – basgitarr (1969–1970)
- Nils Østby – basgitarr (1970–1971, 1974–1977, 1982–1983)
- Kjell Arne Olsen – trumpet (1970–1975)
- Ingrid Øyen – sång (1970–1971)
- Cola Finger – basgitarr (1971–1972)
- Terje Scott – trummor (1971, 1972–1982)
- Wenche Hallan – sång (1971)
- Torill Støa – sång (1971–1972)
- Terje Pettersen – basgitarr (1972–1974, 1977–1981)
- Tor Egil Simensen – saxofon (1972–1978, 1982–1983)
- Terje Scott – trummor, sång (1972–1982)
- Lasse Johansen – sång, gitarr (1973–1988)
- Einar Jemtland – trumpet (1975–1982)
- Jørn Kolsrud – keyboard (1978–1980)
- Arnstein Tungvåg – sång (1978–1980)
- Jan Myhre – gitarr (1978–1979)
- Glenn Tharaldsen – sång, gitarr (1980–1982)
- Christ Juel – keyboard (ca. 1980–1981)
- Kjetil Hjerpset – basgitarr (ca. 1981–1982)
- Even Kongerud – keyboard (ca. 1981–1982)
- Arild Engh – trummor (1982–2017; död 2017)
- Tore Halvorsen – sång, gitarr (1988–2018)

## Diskografi

### Album
- Ole Ivars – (1968)
- Ole Ivars vol. 2 – (1968)
- Jeg vil se deg smile – (1969)
- Flydur og andre tonearter – (1972)
- Ole Ivars på farten – (1974)
- Ole Ivars på farten igjen – (1975)
- Ole Ivars farter videre – (1975)
- Bli vår gjest – (1976)
- Sangen vi fant – (1977)
- Ole Ivars – (1978)
- Kvelden venter på oss – (1979)
- Venner av oss – (1980)
- En prestkrage i min hand – (1982)
- Jubileum – (1984)
- Skolefri – (1986)
- For swingende – (1987)
- Jubileum-swing – (1988)
- Jul – (1989)
- Bære musikk – (1990)
- På en-to-tre – (1991)
- Lørdagskveld – (1992)
- Spellemannsblod – (1993)
- Kavalkade 40 låter – (1994)
- Juleplata tel Ole Ivars – (1995)
- Dans på Skjermertopp – (1996)
- På Cruise og tvers – (1998)
- Ole Ivars 20 beste – (1999)
- Ole Ivars i 2000 – (1999)
- Medisin mot det meste – (2000)
- Ole Ivars Gull – (2000)
- En får væra som en er – (2001)
- 40 beste – (2002)
- Hverdag & fest – (2003)
- Ole Ivars' Jul – (2003)
- Gull 2 – (2003)
- En annen dans – (2004)
- Heldiggriser – (2004)
- Vi tar det tel manda'n – (2005)
- Fri Willy – (2005)
- På en-to-tre – (2005)
- Ole Ivars så klart! – (2006)
- Femten ferske – (2009)
- Stjerneklart – (2010)
- 34 – (2011)
- Rett fra hjertet – (2011)
- Julefest med Ole Ivars – (2011)
- Guttetur & gledeshus – (2012)
- Ole Ivars 50 år (2xCD) – (2013)
- Takk for alle fine år – (2014)
- På konsert med Ole Ivars – Live fra Selfestivalen – (2014)
- Alle Ole Ivars-originalene fra musikalen «En får væra som en er» – (2015)
- Fosser'n (2xCD) – (2016)

### DVD
- Dans på Skjermertopp – (2006)

## Priser och utmärkelser
- Spellemannprisen 1996 i klassen "Danseorkester" för albumet Dans på Skjermertopp [2]
- "Årets spellemann" under Spellemannprisen 1999[2]
- Spellemannprisen 1999 i klassen "Danseorkester" för albumet Ole Ivars i 2000 [2]
- Spellemannprisen 2000 i klassen "Danseorkester" för albumet Medisin mot det meste [2]
- Spellemannprisen 2003 i klassen "Danseorkester" for albumet Hverdag & fest [2]
- Hedmark fylkeskommunes kulturpris 2004[3][4][5]
- Hedmarksprisen 2004[4]
- Gammleng-prisen 2004 i klassen "Veteran"[4]
- Utsågs av NRK 2004 till "Tidenes Norske Danseband"[3][5]
- Spellemannprisen 2004 i klassen "Danseorkester" för albumet Heldiggriser [2]
- Spellemannprisen 2005 i klassen "Danseorkester" för albumet Vi tar det til manda'n [2]
- Spellemannprisen 2010 i klassen "Danseorkester" för albumet Stjerneklart [2]